# Olej aloesowy
Olej aloesowy – olejek otrzymywany z liści aloesu zwyczajnego (Aloe vera). Jest to olej o jasnożółtym zabarwieniu i relatywnie neutralnym zapachu. 

## Zastosowanie
- W kosmetyce stosowany najczęściej w maściach leczniczych przy suchej, pękającej, odwodnionej, zanieczyszczonej skórze, przy poparzeniach słonecznych, a także przy suchych włosach.  Otrzymuje się go zazwyczaj z drobno pokrojonych liści aloesu macerowanych najczęściej w oleju sezamowym, sojowym lub rzepakowym. Olej z Aloe vera aktywuje funkcjonowanie skóry, reguluje wilgotność, wspomaga odbudowywanie nowych komórek, działa ukrwiająco, ochronnie, napinająco i uspokajająco. Przy poparzeniach słonecznych nakładać czysty olej zmieszany z lawendowym olejkiem eterycznym (ilość lawendy – do 2%).
- W starożytności żywicę aloesową wykorzystywano do balsamowania zwłok. Otrzymywano ją z aloesu zwyczajnego lub aloesu sokotrzańskiego (Aloe succotrina) z pociętych lub zmiażdżonych liści, które układano na koziej skórze w zagłębieniu w ziemi. Sok aloesu tężał przez około 3 miesiące, znacznie przyspieszano ten proces przez podgrzewanie na miedzianych blachach. U Żydów balsamowanie zwłok polegało na owijaniu ich lnianym płótnem, które nasycano maścią  zawierającą oleje aloesowy i mirrę. Ilość zużytej maści zależała od statusu zmarłego. Józef Flawiusz podaje, że po śmierci Heroda maść do balsamowania jego zwłok niosło 500 niewolników, do balsamowania Gamaliela wymienionego w Dziejach apostolskich zużyto ok. 22,5 kg[1].